# لورانس هاسكيل
لورانس هاسكيل (بالإنجليزية: Lawrence Haskell)‏ هو لاعب كرة قاعدة أمريكي، ولد في 1899، وتوفي في 1964.